# LIBREAS
LIBREAS. Library Ideas ist eine bibliotheks- und informationswissenschaftliche, wissenschaftsgeleitete Open-Access-Zeitschrift, die am Institut für Bibliotheks- und Informationswissenschaft (Berlin) der Humboldt-Universität zu Berlin durch den gleichnamigen Verein herausgegeben wird. Das Finanzierungsmodell folgt dem Ansatz des Diamond Open Access. Die laufenden Kosten werden über die Mitgliedsbeiträge des Vereins sowie Spenden abgesichert.
LIBREAS wurde von Studierenden des zu diesem Zeitpunkt noch Instituts für Bibliothekswissenschaft gegründet. Die erste Ausgabe von LIBREAS wurde erstmals zum Bibliothekartag 2005 veröffentlicht und widmete sich dem Schwerpunkt Bibliotheksbau. Die Zeitschrift erscheint seitdem jährlich mit 2–4 Ausgaben. Jede Ausgabe widmet sich einem bestimmten Schwerpunktthema. Darüber hinaus werden auch Beiträge verschiedener Formate über die Themenschwerpunkte hinaus veröffentlicht.
Im deutschsprachigen Raum war sie die erste Open-Access-Fachzeitschrift ihrer Art. 2008 wurde in Kooperation mit nordamerikanischen Bibliothekswissenschaftlerinnen ein weiteres Redaktionsbüro in Saint Paul (Minnesota) eröffnet, das sich mittlerweile wieder aufgelöst hat.
Seit der Ausgabe 12 (Frühling 2008) werden die Texte der Zeitschrift parallel auf dem Open-Access-Publikationsserver edoc der Humboldt-Universität zu Berlin archiviert. Seit der Ausgabe 23 wird die Webausgabe der Zeitschrift über den Hosting-Dienst GitHub publiziert. Die Zeitschrift ist im Directory of Open Access Journals (DOAJ) gelistet und Artikel werden dort indexiert.
Zu ihrem zehnjährigen Jubiläum veranstaltete LIBREAS ein Symposium zum Thema Die Bibliothek als Idee und publizierte einen Begleitband als Druckausgabe.
Das Jubiläum 15 Jahre LIBREAS im Jahr 2020 wurden unter den besonderen Bedingungen der COVID-19-Pandemie begangen. Die Redaktion entwickelte einen Jubiläumsband mit ausgewählten Artikeln aus den zurückliegenden 36 Ausgaben, die einleitend kommentiert wurden. Die Erfahrungen aus 15 Jahren Journalarbeit wurden von der Redaktion zudem im Rahmen der virtuellen Konferenz #vBIB, welche als Ersatz des abgesagten Bibliothekartags veranstaltet wurde, präsentiert und diskutiert.
Zum zwanzigjährigen Jubiläum am 6. Juni 2025 veranstaltet der LIBREAS-Verein einen Editathon zu bibliotheks- und informationswissenschaftlichen Wikipedia-Artikeln über das Themenportal BID.